# Seznam ministrů zahraničí Československa
Od vzniku Československa v roce 1918 do jeho rozpadu v roce 1992 měl stát tyto ministry zahraničí:

## První republika
| Pořadí | Ministr      | Fotografie | Strana | Strana                 | Funkční období                         | Vláda |
| ------ | ------------ | ---------- | ------ | ---------------------- | -------------------------------------- | --- |
| 1.     | Edvard Beneš |            |        | bezpartijní, poté ČSNS | 14. listopadu 1918 – 18. prosince 1935 | Kramář Tusar I. Tusar II. Černý I. Beneš Švehla I. Švehla II. Černý II. Švehla III. Udržal I. Udržal II. Malypetr I. Malypetr II. Malypetr III. Hodža I. |
| 2.     | Milan Hodža  |            |        | RSZML                  | 18. prosince 1935 – 29. února 1936     | Hodža II. |
| 3.     | Kamil Krofta |            |        | bezpartijní            | 29. února 1936 – 4. října 1938         | Hodža II. Syrový I. |

## Druhá republika
| Pořadí | Ministr               | Fotografie | Strana | Strana | Funkční období                  | Vláda               |
| ------ | --------------------- | ---------- | ------ | ------ | ------------------------------- | ------------------- |
| 4.     | František Chvalkovský |            |        | RSZML  | 4. října 1938 – 15. března 1939 | Syrový II. Beran I. |

## Exilová vlády
| Pořadí | Ministr     | Fotografie | Strana | Strana      | Funkční období                    | Vláda                |
| ------ | ----------- | ---------- | ------ | ----------- | --------------------------------- | -------------------- |
| 5.     | Jan Masaryk |            |        | bezpartijní | 21. července 1940 – 5. dubna 1945 | Šrámek I. Šrámek II. |

## Třetí republikaakomunistický režim
| Pořadí | Ministr            | Fotografie | Strana | Strana      | Funkční období                      | Vláda                                                            |
| ------ | ------------------ | ---------- | ------ | ----------- | ----------------------------------- | ---------------------------------------------------------------- |
| 5.     | Jan Masaryk        |            |        | bezpartijní | 5. dubna 1945 – 10. března 1948     | Fierlinger I. Fierlinger II. Gottwald I. Gottwald II.            |
| 6.     | Vladimír Clementis |            |        | KSČ         | 18. března 1948 – 14. března 1950   | Gottwald II. Zápotocký                                           |
| 7.     | Viliam Široký      |            |        | KSČ         | 14. března 1950 – 31. prosince 1952 | Zápotocký                                                        |
| 8.     | Václav David       |            |        | KSČ         | 31. března 1953 – 8. dubna 1968     | Široký I. Široký II. Široký III.                                 |
| 9.     | Jiří Hájek         |            |        | KSČ         | 8. dubna – 19. září 1968            | Černík I.                                                        |
|        | Oldřich Černík     |            |        | KSČ         | od 19. září pověřen řízením         | Černík I.                                                        |
|        | Václav Pleskot     |            |        | KSČ         | státní tajemník, pověřen řízením    | Černík I.                                                        |
| 10.    | Ján Marko          |            |        | KSČ         | 2. ledna 1969 – 9. prosince 1971    | Černík I. Černík II. Černík III. Štrougal I.                     |
| 11.    | Bohuslav Chňoupek  |            |        | KSČ         | 9. prosince 1971 – 11. října 1988   | Štrougal II. Štrougal III. Štrougal IV. Štrougal V. Štrougal VI. |
| 12.    | Jaromír Johanes    |            |        | KSČ         | 12. října 1988 – 10. prosince 1989  | Adamec                                                           |
| 13.    | Jiří Dienstbier    |            |        | OF          | 10. prosince 1989 –                 | Čalfa I. Čalfa II.                                               |

## ČSFR
| Pořadí | Ministr         | Fotografie | Strana | Strana | Funkční období                  | Vláda              |
| ------ | --------------- | ---------- | ------ | ------ | ------------------------------- | ------------------ |
| 13.    | Jiří Dienstbier |            |        | OF     | – 27. června 1992               | Čalfa I. Čalfa II. |
| 14.    | Jozef Moravčík  |            |        | HZDS   | 2. července – 31. prosince 1992 | Stráský            |